# 2004年伊朗議會選舉
2004年伊朗議會選舉在2004年2月20日及5月7日舉行，原则主义派在選舉當中擊敗了改革派，約2500名改革派的候選人在1月被取消了參選資格。

## 背景
2004年議會選舉的第一輪選舉在同年2月20日舉行，議會290個議席當中的大多數議席會得以揭曉，候選人未能獲得足夠票數的餘下約9分之3的議席會在2個月後的2004年5月7日揭盅。德黑蘭選區的次輪選舉推遲至舉行2005年總統選舉的2005年6月17日。
2004年1月禁止2500名候選人參選的決定使選舉演化成政治危機，被取消參選資格的候選人人數幾乎達總數的一半，當中包括80名現任議員。據一些觀察員所說，原则主义派控制的憲法監督委員會「粉碎了伊朗民主的幻想」。
被禁止參選的候選人屬於改革派，主要是伊斯蘭伊朗參與陣線的成員，包括多名黨領袖。被禁止參選的著名人物包括易卜拉欣·阿斯加爾扎德（Ebrahim Asgharzadeh）、穆辛·米爾達馬迪（Mohsen Mirdamadi）、穆罕默德-禮薩·哈塔米（Mohammad-Reza Khatami）及賈米萊·卡迪瓦爾（Jamileh Kadivar）。在伊朗的各個地區，被准許參選的獨立候選人不多，故改革派未能與他們組成政治聯盟。參選的改革派政黨只能派出191名候選人角逐285個議席（另外5個議席由基督徒、猶太人及祆教徒等少數宗教族群瓜分）。包括希林·伊巴迪在內的許多支持改革的社會和政治人物呼籲民眾不要投票（但一些改革派政黨表示他們不會杯葛選舉）。總統穆罕默德·哈塔米等溫和改革派人物則呼籲民眾投票，以免原则主义派輕鬆贏得大多數議席。
在選舉前1天，改革派報章《Yas-e-no》及《沙爾格》被取締。

## 選舉結果
2004年2月20日/5月7日伊朗議會選舉結果
| 黨派                              | 議席 | %   |
| --------------------------------- | ---- | --- |
| 原则主义派                        | 156  | 54% |
| 改革派                            | 39   | 13% |
| 獨立人士                          | 31   | 11% |
| 第二輪選舉產生                    | 59   | 20% |
| 亞美尼亞宗教人士                  | 2    |     |
| 亞述及迦勒底宗教人士              | 1    |     |
| 猶太宗教人士                      | 1    |     |
| 祆教少數宗教人士                  | 1    |     |
| 總數（投票率約50%）               | 290  |     |
| Source: IPU（页面存档备份，存于） |      |     |

議會選舉結果顯示原则主义派獲勝，即使在改革派聯盟得以參選的議席競逐上，他們的當選率只得28%（107個議席當中得30席）。官方公佈的投票率是約60%。

### 分析
政治史學家葉爾萬德·阿布拉哈米安認為原则主义派在2004年選舉（包括2003年及2005年的選舉）的勝利有賴於他們得以保持25%骨幹選民的支持、派出了退伍軍人作為候選人、利用國家安全的議題爭取獨立候選人的支持，而改革派尋求支持的對象包括「大部分婦女、大學學生、中產階層」都「呆在家裡」。支持改革派的選民也受到改革派分化及候選人被取消參選資格影響。

## 註腳
1. ↑  Thakur Ramesh、Ramesh Thakur 、Waheguru Pal Singh Sidhu. . Pearson Education India. 2007年: 第143頁. ISBN 8131708489 （英语）.
2. ↑  Kathryn M. Coughlin. . Greenwood Publishing Group. 2006年: 第93頁. ISBN 0313323860 （英语）.
3. ↑  Afshin Molavi. . Open Democracy. 2005-11-10  [2011-06-06]. （原始内容存档于2009-05-30） （英语）.
4. ↑  Robin B. Wright. . Penguin Press. 2009年: 第311頁. ISBN 0143114891 （英语）.
5. ↑  . Red Orbit. 2004-02-20  [2011-06-07] （英语）.
6. ↑  Atul Aneja. . The Hindu. 2004-02-18  [2011-06-07]. （原始内容存档于2005-01-01） （英语）.
7. ↑  Gary Hoppenstand. . Greenwood Press. 2007年: 第235頁. ISBN 0313332746.
8. ↑  Ervand Abrahamian. . Cambridge University Press. 2008年: 第193頁. ISBN 0521528917.
9. ↑  A history of modern Iran，第194頁

## 外部連結
- （英文）剖析伊朗選舉危機（页面存档备份，存于）
- （英文）議會聯盟提供的2004年選舉結果報告（页面存档备份，存于）